# 나우두
호나우두 아마레시두 호드리게스(Ronaldo Aparecido Rodrigues, 1982년 9월 10일 ~ )는 나우두(Naldo)로 알려진 브라질의 전직 축구 선수이자 현 축구 지도자로 과거 포지션은 수비수였으며 현재 독일 분데스리가 샬케 04의 수석 코치를 맡고 있다.

## 선수 시절

### 클럽
2002년 자국 리그의 페드라브랑카 FC에서 데뷔한 후 2004년 EC 주벤투지로 이적하여 2005년까지 공식전 36경기 8골을 기록하며 2005년 코파 수다메리카나 진출에 기여했다.
그리고 2005 시즌을 마친 후 한화 약 41억원의 이적료에 독일 분데스리가의 명문팀인 베르더 브레멘과 입단 계약을 체결한 뒤 2011-12 시즌까지 254경기 36골을 기록하며 2번의 리그 준우승(2005-06, 2007-08), 2번의 리그 3위(2006-07, 2009-10), 2005년 DFL-리가포칼 4강, 2006년 DFL-리가포칼 우승, 2006-07년 UEFA 유로파리그 4강, 2008-09년 DFB-포칼 우승, 2008-09년 UEFA 유로파리그 준우승, 2009-10년 DFB-포칼 준우승, DFL-슈퍼컵 2009 우승(비공식) 등의 업적을 남겼고 특히 2006-07 시즌에는 아인트라흐트 프랑크푸르트와의 리그 경기에서 수비수임에도 불구하고 생애 첫 해트트릭을 달성하기도 했다.
이후 2012-13 시즌 개막을 앞두고 VfL 볼프스부르크로 이적하여 2015-16 시즌까지 163경기 20골을 기록하면서 2회 연속 DFB-포칼 4강(2012-13, 2013-14), 분데스리가 2014-15 준우승, 2014-15년 DFB-포칼 우승, 2014-15년 UEFA 유로파리그 8강, DFL-슈퍼컵 2015 우승, 2015-16년 UEFA 챔피언스리그 8강 진출 등에 기여했다.
그리고 2015-16 시즌을 마친 뒤 볼프스부르크를 떠나 샬케 04로 이적하여 2018-19 시즌까지 80경기 9골을 기록하며 2016-17년 UEFA 유로파리그 8강, 분데스리가 2017-18 준우승, 2017-18년 DFB-포칼 4강 등의 성적에 일조한 뒤 프랑스 리그 1의 AS 모나코로 이적 후 2018-19년 프랑스 리그컵 4강 진출에 일조하며 마지막 투혼을 불살랐으나 2019-20 시즌 중반 AS 모나코에서 방출된 후 현역 은퇴를 선언했다.

### 국가대표팀
2007년 3월 브라질 A대표팀에 첫 발탁된 후 같은 해 5월 17일 발표된 2007년 코파 아메리카 출전 예비 명단에 이름을 올린 후 6월 1일 웸블리 스타디움에서 열린 잉글랜드와의 평가전에서 국제 A매치 데뷔전을 치렀다.
그리고 나흘 후에 열린 터키와의 평가전에서 빼어난 수비력으로 0-0 무승부를 이끌어내며 극적으로 2007년 코파 아메리카 최종 엔트리 합류에 성공했으며 2007년 7월 1일 칠레와의 2007년 코파 아메리카 8강전에서 후반 28분경 주앙과 교체 투입되며 팀의 6-1 대승에 일조했고 이를 기반으로 팀은 통산 8번째 코파 아메리카 정상에 등극했다.

## 지도자 경력
선수 은퇴 후 2020년 9월 30일 샬케 04의 마누엘 바움 감독을 보좌할 수석 코치로 선임되면서 약 1년만에 친정팀으로 복귀했다.

## 수상

### 클럽
베르더 브레멘
- 분데스리가 : 준우승 (2005-06, 2007-08), 3위 (2006-07, 2009-10)
- DFL-리가포칼 : 우승 (2006), 4강 (2005)
- DFB-포칼 : 우승 (2008-09), 준우승 (2009-10)
- UEFA 유로파리그 : 준우승 (2008-09), 4강 (2006-07)
- DFL-슈퍼컵 : 우승 (2009/비공식)

 VfL 볼프스부르크
- 분데스리가 : 준우승 (2014-15)
- DFB-포칼 : 우승 (2014-15), 4강 (2012-13, 2013-14)
- DFL-슈퍼컵 : 우승 (2015)

 샬케 04
- 분데스리가 : 준우승 (2017-18)
- DFB-포칼 : 4강 (2017-18)

 AS 모나코
- 쿠프 드 라 리그 : 4강 (2018-19)

### 국가대표팀
브라질
- 코파 아메리카 : 우승 (2007)

### 개인
- 분데스리가 올해의 팀 : 2017-18
- 독일 키커지 선정 분데스리가 올해의 팀 : 2006-07, 2007-08, 2009-10, 2017-18